# Otto Reitz
Otto Reitz (* 12. Mai 1899 in Schwäbisch Hall; † 3. September 1983) war in den 1920er Jahren Konstrukteur bei NSU und ab 1931 bis zum Ende der Motorradproduktion 1957 bei Triumph in Nürnberg.

## Werdegang
Dort entwickelte er unter anderem die Querstromspülung, auch Vierstromspülung genannt, um Patentrechte für die Umkehrspülung von Adolf Schnürle, die bei DKW lagen, zu umgehen.
Bei Triumph kam auch das erste Motorrad mit elektrischer Leerlaufanzeige im Scheinwerfer auf den Markt (die B 200 LF). Maßgeblich für die Nachkriegsproduktion der Triumph-Werke wurde die Entwicklung der Doppelkolbenmotoren. Zunächst – bis 1945 – mit Drehschieber und je einem Pleuel pro Kolben, dann mit Gabelpleuel. 
Unter der Leitung von Reitz entstand (zusammen mit ATE) mit der Triumph Boss auch die erste Serienmaschine mit Hydraulikbremse im Hinterrad, bzw. Seitenwagen-Rad. Die Triumph Cornet gab es ab 1955 wahlweise auch mit elektrischem Anlasser und 12-Volt-Anlage (zwei in Reihe geschaltete 6-Volt-Batterien), diese Version wird nachträglich oft Cornet II genannt.
Vor dem Kauf von Triumph (Nürnberg) durch Max Grundig war Reitz noch Vorstand bei der Zahnradfabrik Friedrichshafen geworden.

## Ehrungen
- Verdienstkreuz 1. Klasse (8. Oktober 1956)

## Belege
1. ↑  Frank Rönicke,  Siegfried Rauch: Männer und Motorräder, Motorbuch, Stuttgart, 2008. ISBN 978-3-613-02947-7. Seite 147.
2. ↑  W. Thoelz: Motorrad und Motorroller. R. C. Schmidt, Braunschweig, 4. Auflage 1957.

| Personendaten    | Personendaten                   |
| ---------------- | ------------------------------- |
| NAME             | Reitz, Otto                     |
| KURZBESCHREIBUNG | deutscher Automobilkonstrukteur |
| GEBURTSDATUM     | 12. Mai 1899                    |
| GEBURTSORT       | Schwäbisch Hall                 |
| STERBEDATUM      | 3. September 1983               |